# Montauban-de-Bretagne
Pour les articles homonymes, voir Montauban (homonymie) et Bretagne (homonymie).
Montauban-de-Bretagne est une commune nouvelle située dans le département d'Ille-et-Vilaine, en région Bretagne. Créée le 1er janvier 2019, elle est issue de la fusion des communes de Montauban-de-Bretagne et de Saint-M'Hervon.

## Géographie
Montauban-de-Bretagne se situe dans l'ouest du département d'Ille-et-Vilaine, à environ 30 kilomètres de Rennes. La ville est traversée par le Garun.

### Communes limitrophes
| Quédillac              | Médréac                  | Landujan                  |
| Le Crouais             | Montauban-de-Bretagne    | La Chapelle du Lou du Lac |
| Saint-Onen-la-Chapelle | Saint-Uniac Boisgervilly | Bédée Iffendic            |

### Hydrographie
Pour un article plus général, voir Réseau hydrographique d'Ille-et-Vilaine.
La commune est située dans le bassin Loire-Bretagne. Elle est drainée par le Garun, le ruisseau de Saint-m'hervon, le ruisseau du Bas cutelou, le ruisseau de Goulas, le ruisseau de la Lande josse, le ruisseau de la Péronnais, et un autre petit cours d'eau,.
Le Garun, d'une longueur de 30 km, prend sa source dans la commune de Loscouët-sur-Meu et se jette  dans le Meu à Montfort-sur-Meu, après avoir traversé onze communes. 

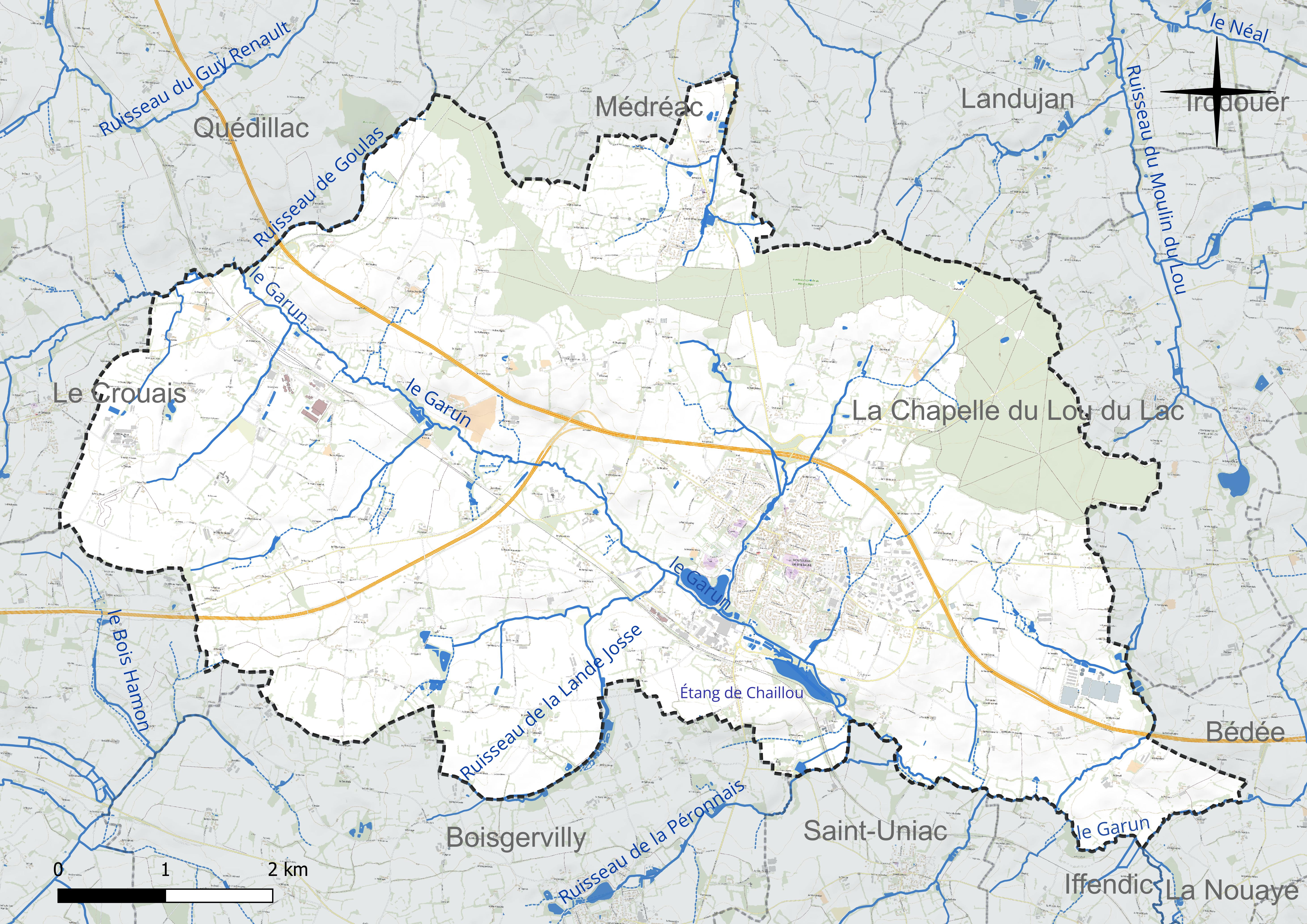
Réseau hydrographique de Montauban-de-Bretagne.

Deux plans d'eau complètent le réseau hydrographique : l'étang de Chaillou (7,57 ha) et Saint-éloi (8,34 ha),.

### Climat
Pour des articles plus généraux, voir Climat de la Bretagne et Climat d'Ille-et-Vilaine.
En 2010, le climat de la commune est de type climat océanique altéré, selon une étude du CNRS s'appuyant sur une série de données couvrant la période 1971-2000. En 2020, Météo-France publie une typologie des climats de la France métropolitaine dans laquelle la commune est exposée à un climat océanique et est dans la région climatique  Bretagne orientale et méridionale, Pays nantais, Vendée, caractérisée par une faible pluviométrie en été et une bonne insolation. Parallèlement l'observatoire de l'environnement en Bretagne publie en 2020 un zonage climatique de la région Bretagne, s'appuyant sur des données de Météo-France de 2009. La commune est, selon ce zonage, dans la zone « Intérieur Est », avec des hivers frais, des étés chauds et des pluies modérées.  
Pour la période 1971-2000, la température annuelle moyenne est de 11,4 °C, avec une amplitude thermique annuelle de 12,5 °C. Le cumul annuel moyen de précipitations est de 754 mm, avec 12,3 jours de précipitations en janvier et 6,5 jours en juillet. Pour la période 1991-2020, la température moyenne annuelle observée sur la station météorologique la plus proche, située sur la commune du Quiou à 17 km à vol d'oiseau, est de 11,6 °C et le cumul annuel moyen de précipitations est de 757,4 mm,. Pour l'avenir, les paramètres climatiques de la commune estimés pour 2050 selon différents scénarios d'émission de gaz à effet de serre sont consultables sur un site dédié publié par Météo-France en novembre 2022.

## Urbanisme

### Typologie
Au 1er janvier 2024, Montauban-de-Bretagne est catégorisée bourg rural, selon la nouvelle grille communale de densité à sept niveaux définie par l'Insee en 2022.
Elle appartient à l'unité urbaine de Montauban-de-Bretagne, une unité urbaine monocommunale constituant une ville isolée,. Par ailleurs la commune fait partie de l'aire d'attraction de Rennes, dont elle est une commune de la couronne,. Cette aire, qui regroupe 183 communes, est catégorisée dans les aires de 700 000 habitants ou plus (hors Paris),.

## Toponymie
Le nom de la localité est attesté sous les formes ecclesia de Santeleio en 1152, Santeleio en 1192, de Sancto Eleio en 1271, Monte Albano en 1246, Montauban en 1248, Montauban et Montalban en 1285 puis 1286, Montalban en 1340 puis 1411.
Montauban-de-Bretagne est issu du latin montem albanum, de mons (colline) et de albanus (blanc).

## Histoire

### LeXXesiècle

#### La Seconde Guerre mondiale
La 12ème Compagnie du 3ème Bataillon F.F.I. d'Ille-et-Vilaine est constituée le 6 août 1944 sous les ordres du capitaine Jubin et installe ses quartiers au Monterfil et à Paimpont ( elle est baptisée Henri Moras, pour honorer cet homme abattu en service à l'entrée de Paimpont par un officier SS qui fuyait se cacher en forêt). Tous les groupes qui en sont membres avaient, avant cette date, déjà participé à des actions de sabotage et à des embuscades contre des convois allemands. Elle reçut comme mission le nettoyage de la présence allemande en forêt de Paimpont, en coopération avec l'armée américaine. Sur les 800 Allemands faits prisonniers en Forêt de Paimpont, environ 350 le furent par la 12e compagnie FFI et furent remis aux Américains ou convoyés au camp de prisonniers de Vezin-le-Coquet.

### LeXXIesiècle

#### La fusion communale avec Saint-M'Hervon
Le 1er janvier 2019, Montauban-de-Bretagne et Saint-M'Hervon fusionnent pour créer la commune nouvelle de Montauban-de-Bretagne.

## Héraldique
| Blason | Blasonnement : De gueules à sept macles d'or, posées 3, 3, 1, surmontées d'un lambel de quatre pendants d'argent. |

## Politique et administration

### Liste des maires
| Période        | Période                   | Identité   | Étiquette | Qualité                                              |
| -------------- | ------------------------- | ---------- | --------- | ---------------------------------------------------- |
| 7 janvier 2019 | En cours (au 25 mai 2020) | Serge Jalu | PS        | Contrôleur des impôts Réélu pour le mandat 2020-2026 |

### Communes déléguées
| Nom                           | Code Insee | Intercommunalité           | Superficie (km2) | Population (dernière pop. légale) | Densité (hab./km2) |
| ----------------------------- | ---------- | -------------------------- | ---------------- | --------------------------------- | ------------------ |
| Montauban-de-Bretagne (siège) | 35184      | CC de Saint-Méen Montauban | 42,96            | 5 164 (2016)                      | 120                |
| Saint-M'Hervon                | 35301      | CC de Saint-Méen Montauban | 2,46             | 583 (2016)                        | 237                |

## Démographie
L'évolution du nombre d'habitants est connue à travers les recensements de la population effectués dans la commune depuis 2016. Pour les communes de moins de 10 000 habitants, une enquête de recensement portant sur toute la population est réalisée tous les cinq ans, les populations de référence des années intermédiaires étant quant à elles estimées par interpolation ou extrapolation. Pour la commune, le premier recensement exhaustif entrant dans le cadre du nouveau dispositif a été réalisé en 2007.

En 2022, la commune comptait 6 574 habitants, en évolution de +14,39 % par rapport à 2016 (Ille-et-Vilaine : +5,46 %, France hors Mayotte : +2,11 %).
| 2017  | 2022  |
| ----- | ----- |
| 5 840 | 6 574 |

## Loisirs et équipements
- Deux groupes scolaires maternelles et primaires : l'école publique Joseph-Faramin et l'école privée Saint-Maurice.
- Deux collèges : le collège public Évariste-Galois et le collège privé La Providence.
- Trois lycées : le lycée d'enseignement général, technique et professionnel La Providence, et le lycée technologique Saint-Nicolas La Providence.
- Une maison familiale rurale : l'institut de formation de La Rouvrais.
- Une médiathèque.
- Une halte-garderie (0-3 ans), un centre de loisirs (3-12 ans) et un espace pour les jeunes (13-18 ans).
- De nombreuses installations et clubs sportifs, dont le complexe Hamon et le complexe Delisse.
- Un skatepark.
- Un parcours sportif autour de l'étang.
- Un circuit de sports mécaniques (homologué fédération française).
- Une école de musique (EMPB) , une école de danse, une bibliothèque municipale et un cinéma rural.
- Un camping municipal.

## Personnalités liées à la commune
- Jean Sulivan (1913-1980), prêtre écrivain originaire de Montauban.
- Jacques Félix Jan de La Hamelinaye (1769-1861), général, y est né.
- Henri du Boishamon (1776-1846), chef chouan.
- Pierre François Guynot de Boismenu (1746-1814), homme politique né à Montauban-de-Bretagne, député des Côtes-du-Nord au Conseil des Cinq-Cents, maire de Plérin.

## Transports
- Ligne 12 BreizhGo de Rennes à Merdrignac via Vezin-le-Coquet, Pacé (Ille-et-Vilaine), Saint-Gilles (Ille-et-Vilaine), Montauban-de-Bretagne[33](commune déléguée), Trémorel  et Merdrignac
- Ligne 17 BreizhGo de Montauban à Dinan via Saint Méen, Saint-Jouan, Caulnes, Plumaudan, Brusvily, Le Hinglé et Dinan[33]
- Gare de Montauban-de-Bretagne
- Gare de La Brohinière

## Lieux et monuments
La commune abrite deux monuments historiques :
- Château de Montauban, édifié au XIIIe siècle, dont il reste le donjon. Le reste du château actuel a été construit au XVe siècle. Il a été conquit en 1487 par Charles VIII. Le château a été classé par arrêté du 6 mars 2003[34].
- Chapelle Notre-Dame-de-Lannelou, ancienne chapelle frairienne du XVe siècle surmontée d'un campanile. Elle a été classée par arrêté du 5 janvier 1942[35].

### Édifices religieux
- L'église Saint-Éloi, de style gothique, inaugurée en 1851, domine le bourg de Montauban-de-Bretagne
- L'église Saint-Mervon, située au bourg de Saint-M'Hervon

### Sites naturels
- Forêt domaniale de Montauban, 530 ha, arboretum, site du Gros Chêne, piste cavalière, circuit VTT, ses sentiers pédestres.

### Édifices publics
- Château de la Ville-Cotterel : aux Paillevé, puis aux comtes de Mellon. Aujourd'hui Maison du Pays de Brocéliande
- Manoir de Caslou, édifié au XVIIIe siècle, ancienne résidence de la famille Lamour de Caslou.
- Manoir de la Chévrie ou Chevrie, logis à trois travées, possédait autrefois une chapelle éponyme.
- Manoir de la Lande-Josse

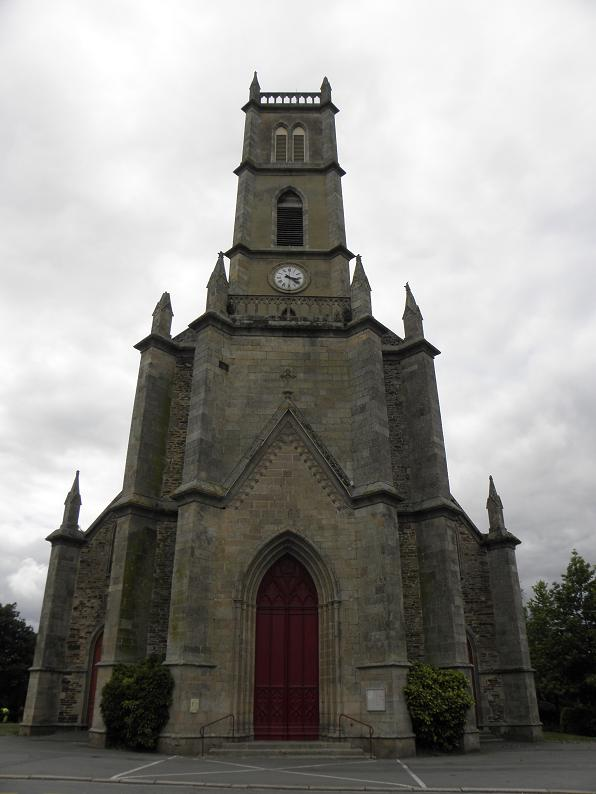
L'église Saint-Éloi.
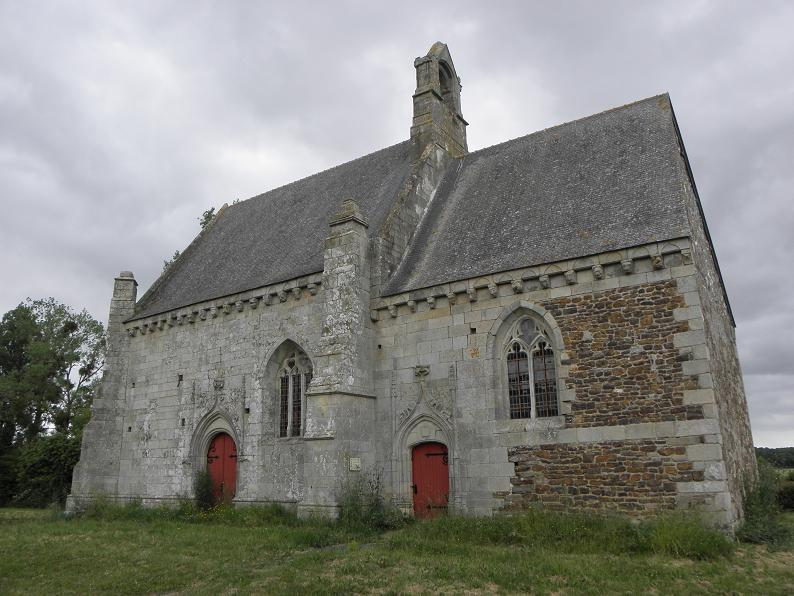
La chapelle Notre-Dame de Lannelou.
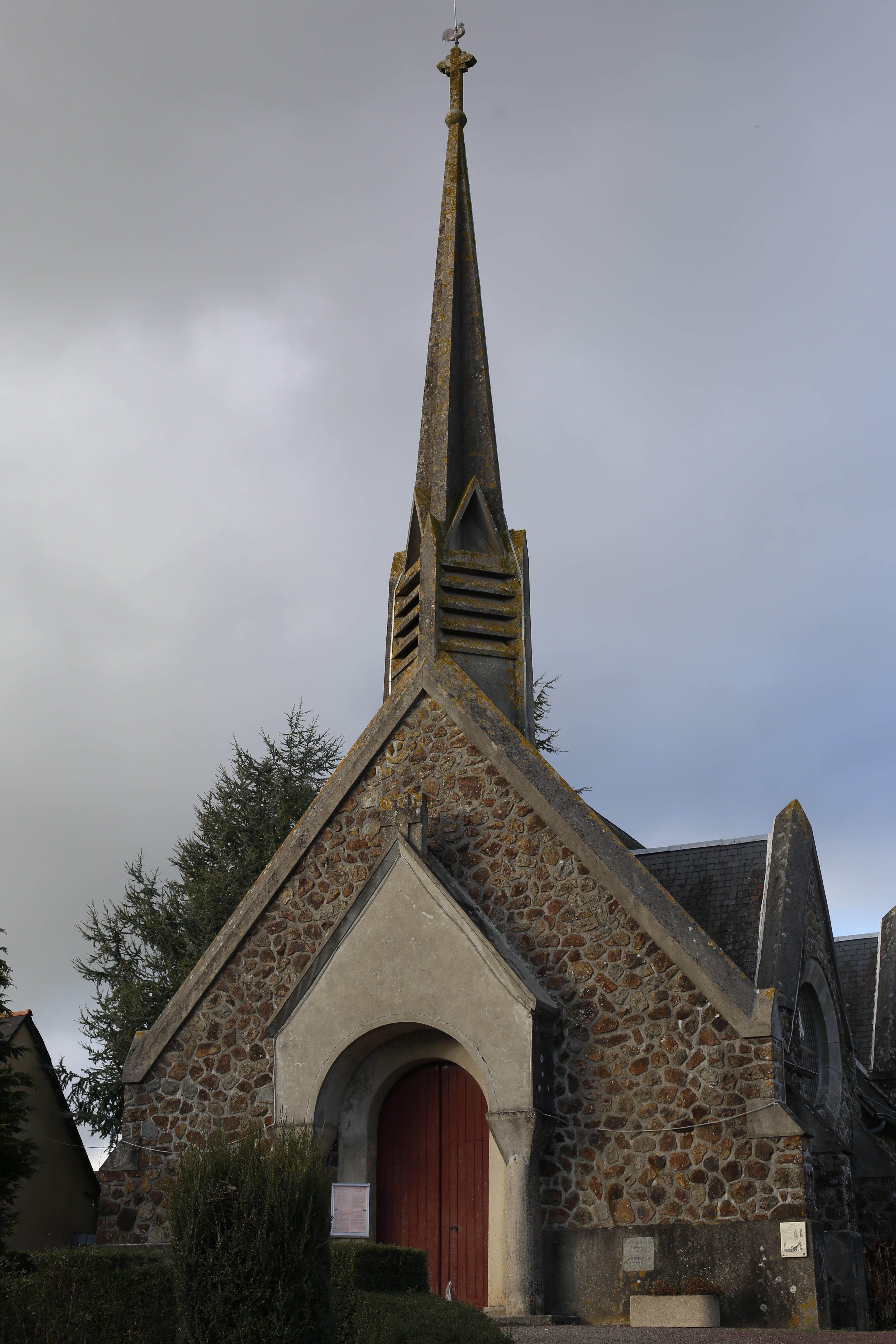
Église Saint-Mervon.

## Jumelages
- Bischberg (Allemagne) depuis le 15 août 1987[36].